# Якуп Краснічі
Якуп Краснічі (алб. Jakup Krasniqi, сербохорв. Jakup Krasnići; нар. 1 січня 1951) — косовський політик, спікер парламенту, виконував обов'язки президента Косова після відставки Фатміра Сейдіу у вересні 2010 та після відставки Беджета Пацоллі у квітні 2011 року.

## Біографія
Вивчав історію в Університеті Приштини, після чого працював шкільним учителем. Під час війни в Косові був прес-секретарем Армії визволення Косова.
2003 року захистив дисертацію за темою «Політичні рухи та армія опору Косова 1991—1999 рр.», 2008 року здобув докторський ступінь, захистивши працю з політичної ролі албанської преси в Косово 1981—1991 рр.
У листопаді 2020 року Якупа Краснічі разом з колишнім президентом Косова Хашимом Тачі заарештували та висунули звинувачення в спеціальному суді з Косова в Гаазі. Їм інкримінують скоєння військових злочинів та злочинів проти людства, зокрема незаконні арешти, жорстоке поводження, тортури та вбивства, насильницькі зникнення людей та переслідування, що чинились від березня 1998 до вересня 1999 року на території Косова та у Північній Албанії, але вони свою провину не визнають.